# Boj o život (film)
Boj o život (v anglickém originále Fight for Life) je americký dramatický film z roku 1987. Režisérem filmu je Elliot Silverstein. Hlavní role ve filmu ztvárnili Jerry Lewis, Patty Duke, Barry Morse, Morgan Freeman a Jaclyn Bernstein.

## Obsazení
| Jerry Lewis      | Bernard Abrams |
| Patty Duke       | Shirley Abrams |
| Barry Morse      | Dr. Whalley    |
| Morgan Freeman   | Dr. Sherard    |
| Jaclyn Bernstein | Felice Abrams  |
| Gérard Parkes    | Robert Hunt    |
| Robert Benson    | Dr. Keith      |
| Sean Roberge     | David          |